# Nati il 2 marzo
| Questa pagina contiene informazioni ricavate automaticamente dalle voci biografiche con l'ausilio del template Bio e di un bot. L'aggiornamento è periodico e automatico e ricostruisce completamente la pagina. Se manca una persona in questa lista, sei pregato di non aggiungerla, ma accertati piuttosto che la sua voce biografica contenga il template Bio e che i dati anagrafici siano correttamente compilati. Se il template Bio manca, inseriscilo tu stesso o, in alternativa, metti l'avviso {{tmp\|Bio}} che ne segnala la mancanza. Se i dati riportati sono sbagliati, correggi direttamente la voce biografica; le modifiche saranno visibili in questa lista entro pochi giorni. Per chiarimenti vedi il progetto biografie. La lista contiene solo le 1.211 persone che sono citate nell'enciclopedia e per le quali è stato implementato correttamente il template Bio. Pagina aggiornata al 17 ago 2025. |

## IV secolo(1)
- 353 - Larissa di Crimea, santa germanica

## V secolo(2)
- 480 - Benedetto da Norcia, monaco cristiano italiano († 547)
- 480 - Scolastica da Norcia, religiosa italiana († 547)

## XII secolo(1)
- 1185 - Angelo da Gerusalemme, religioso († 1220)

## XIII secolo(2)
- 1242 - Isabella di Francia, principessa francese († 1271)
- 1270 - Giacomo Sciarra Colonna, cavaliere medievale italiano († 1329)

## XIV secolo(2)
- 1305 - Luigi I di Neuchâtel, nobile svizzero († 1373)
- 1316 - Roberto II di Scozia, re scozzese († 1390)

## XV secolo(6)
- 1409 - Giovanni II d'Alençon, condottiero francese († 1476)
- 1419 - Lucia d'Este, nobildonna italiana († 1437)
- 1450 - Guido Mazzoni, scultore italiano († 1518)
- 1455 - Filipa Moniz Perestrello, nobile portoghese († 1485)
- 1459 - Papa Adriano VI, papa, vescovo cattolico e cardinale olandese († 1523)
- 1481 - Franz von Sickingen, militare tedesco († 1523)

## XVI secolo(6)
- 1513 - Francesco d'Orléans-Longueville, nobile francese († 1548)
- 1522 - Heinrich Salmuth, teologo e pastore protestante tedesco († 1576)
- 1552 - Pompeo Arrigoni, cardinale e arcivescovo cattolico italiano († 1616)
- 1577 - George Sandys, viaggiatore britannico († 1644)
- 1585 - Giovanni Macías, religioso spagnolo († 1645)
- 1591 - Isabella di Savoia, nobildonna italiana († 1626)

## XVII secolo(12)
- 1603 - Pietro Novelli, pittore e architetto italiano († 1647)
- 1619 - Marcantonio Giustinian, doge († 1688)
- 1625 - Melchor Fernández de la Cueva y Enríquez de Cabrera, militare e politico spagnolo († 1686)
- 1642 - Claudio Coello, pittore spagnolo († 1693)
- 1647 - Domenico Belisario de Bellis, vescovo cattolico italiano († 1701)
- 1656 - Jan Frans van Douven, pittore olandese († 1727)
- 1658 - Giovanni Cristoforo Battelli, arcivescovo cattolico e letterato italiano († 1725)
- 1672 - Francesco Maria Marescotti Ruspoli, marchese e principe italiano († 1731)
- 1683 - Hans Reinhold von Fersen, generale e politico svedese († 1736)
- 1685 - Moses Williams, antiquario e religioso gallese († 1742)
- 1693 - Thomas Wheate, II baronetto, politico inglese († 1746)
- 1695 - Bernhard Christoph Breitkopf, editore musicale tedesco († 1777)

## XVIII secolo(43)
- 1702 - Enrichetta Maria di Brandeburgo-Schwedt, nobildonna († 1782)
- 1702 - Pier Paolo Molinelli, chirurgo italiano († 1764)
- 1703 - Shah Waliullah Dihlawi, teologo e mistico indiano († 1762)
- 1705 - Agostino Giuffrida, medico italiano († 1777)
- 1705 - William Murray, I conte di Mansfield, magistrato e politico britannico († 1793)
- 1707 - Louis-Michel van Loo, pittore francese († 1771)
- 1714 - John Hamilton, marinaio britannico († 1755)
- 1730 - Le Blanc de Guillet, drammaturgo e giornalista francese († 1799)
- 1732 - Giovanni Girolamo Calepio, presbitero e saggista italiano († 1810)
- 1737 - Lorenzo Prospero Bottini, cardinale italiano († 1818)
- 1737 - Tommaso di Somma, politico italiano († 1826)
- 1739 - Domenico Spinucci, cardinale e arcivescovo cattolico italiano († 1823)
- 1741 - James Stuart, generale britannico († 1815)
- 1745 - Charles Le Picq, ballerino e coreografo francese († 1806)
- 1746 - Carolina d'Assia-Darmstadt, principessa († 1821)
- 1748 - Bernardo Maria Carenzoni, vescovo cattolico italiano († 1811)
- 1748 - Josef Fiala, compositore, oboista e violoncellista ceco († 1816)
- 1749 - Cesare Guerrieri Gonzaga, cardinale italiano († 1832)
- 1756 - Ercole Silva, nobile, scrittore e architetto del paesaggio italiano († 1840)
- 1756 - Vincent-Marie Viénot de Vaublanc, politico e scrittore francese († 1845)
- 1759 - Pietro Paoli, matematico italiano († 1839)
- 1760 - Camille Desmoulins, politico, avvocato e rivoluzionario francese († 1794)
- 1767 - Giacomo Mazzini, medico e politico italiano († 1848)
- 1767 - Tommaso Ronna, vescovo cattolico italiano († 1828)
- 1769 - DeWitt Clinton, politico statunitense († 1828)
- 1770 - Louis Gabriel Suchet, generale e nobile francese († 1826)
- 1772 - Francesco de Filos, scrittore e rivoluzionario italiano († 1864)
- 1773 - Christoph Heinrich Pfaff, medico, chimico e fisico tedesco († 1852)
- 1773 - August Schumann, editore, scrittore e lessicografo tedesco († 1826)
- 1778 - William Austin, scrittore statunitense († 1841)
- 1778 - Giuseppe Collignon, pittore italiano († 1863)
- 1779 - Joel Roberts Poinsett, politico statunitense († 1851)
- 1786 - Thomas Telfair, politico statunitense († 1818)
- 1789 - Mario Giuseppe Mirone, vescovo cattolico italiano († 1864)
- 1789 - Alessandro Racchetti, giurista italiano († 1854)
- 1793 - Sam Houston, generale e politico statunitense († 1863)
- 1795 - Luigi Bienaimé, scultore italiano († 1878)
- 1796 - Elliott Cresson, filantropo statunitense († 1854)
- 1797 - Charles-Émile-Callande de Champmartin, pittore francese († 1883)
- 1797 - Étienne Mulsant, entomologo, ornitologo e bibliotecario francese († 1880)
- 1798 - Carmelo Valenti, vescovo cattolico italiano († 1882)
- 1800 - Evgenij Abramovič Baratynskij, poeta russo († 1844)
- 1800 - Nicola Spaccapietra, avvocato, magistrato e politico italiano († 1880)

## XIX secolo(169)
- 1801 - Alessandro Barnabò, cardinale italiano († 1874)
- 1802 - Felice Argenti, patriota italiano († 1861)
- 1805 - Alessandro Carlo di Anhalt-Bernburg, nobile († 1863)
- 1809 - Abel Douay, generale francese († 1870)
- 1810 - Francesco Saverio Cavallari, architetto, incisore e archeologo italiano († 1896)
- 1810 - Papa Leone XIII, papa, vescovo cattolico e cardinale italiano († 1903)
- 1812 - Carl Edvard Rotwitt, politico danese († 1860)
- 1813 - George Alexander Macfarren, compositore e insegnante inglese († 1887)
- 1814 - Luigi Orlando, ingegnere e politico italiano († 1896)
- 1815 - Antonio Buzzolla, compositore, direttore di coro e direttore d'orchestra italiano († 1871)
- 1815 - Charles Loiseau-Pinson, imprenditore francese († 1876)
- 1816 - Théodore-Augustin Forcade, arcivescovo cattolico francese († 1885)
- 1817 - János Arany, poeta ungherese († 1882)
- 1818 - Giulio Briccialdi, flautista e compositore italiano († 1881)
- 1818 - Konstantin Petrovič von Kaufman, generale russo († 1882)
- 1819 - Samuel Brannan, politico e giornalista statunitense († 1889)
- 1819 - Henry Tracey Coxwell, scrittore britannico († 1900)
- 1820 - Multatuli, scrittore e aforista olandese († 1887)
- 1822 - Michael D. Jones, presbitero e politico britannico († 1898)
- 1824 - Henry B. Carrington, militare statunitense († 1912)
- 1824 - Bedřich Smetana, compositore ceco († 1884)
- 1828 - Jefferson Columbus Davis, generale statunitense († 1879)
- 1828 - Francesco Rospigliosi Pallavicini, nobile e politico italiano († 1887)
- 1829 - Laura Acton, nobile italiana († 1915)
- 1829 - Carl Schurz, politico, generale e diplomatico statunitense († 1906)
- 1830 - Friedrich von Beck-Rzikowsky, generale austro-ungarico († 1920)
- 1830 - Filippo Berardi, politico italiano († 1895)
- 1831 - Metta Victoria Fuller Victor, scrittrice statunitense († 1885)
- 1832 - Isidor Neumann, dermatologo austriaco († 1906)
- 1832 - Konstantin Vojnović, politico serbo († 1903)
- 1833 - Raffaele De Benedetto, patriota italiano († 1867)
- 1833 - Giuseppe Carlo Luigi d'Asburgo-Lorena, generale († 1905)
- 1833 - Robert St Clair-Erskine, IV conte di Rosslyn, nobile e politico scozzese († 1890)
- 1834 - Antonio María Cascajares y Azara, cardinale e arcivescovo cattolico spagnolo († 1901)
- 1835 - Joseph Nathan, imprenditore britannico († 1912)
- 1836 - John Watson Foster, politico, statistico e generale statunitense († 1917)
- 1836 - Theodor Nöldeke, orientalista e islamista tedesco († 1930)
- 1838 - Giulio Boschi, cardinale italiano († 1920)
- 1839 - Léon Benett, pittore e illustratore francese († 1917)
- 1839 - Settimio Costantini, politico e giornalista italiano († 1899)
- 1839 - Francis Planté, pianista e compositore francese († 1934)
- 1839 - Ferdinand von Schlör, vescovo cattolico tedesco († 1924)
- 1841 - Charles Gilbert Heathcote, tennista britannico († 1913)
- 1842 - Enrique Gaspar, scrittore e diplomatico spagnolo († 1902)
- 1843 - Richard Förster, filologo classico, archeologo e storico dell'arte tedesco († 1922)
- 1843 - Maria Clotilde di Savoia, principessa italiana († 1911)
- 1846 - Teresa Manetti, religiosa italiana († 1910)
- 1846 - Marie Roze, soprano e docente francese († 1926)
- 1849 - Ugo Dainelli, matematico italiano († 1906)
- 1849 - Hirata Tosuke, politico giapponese († 1925)
- 1851 - Franz von Liszt, giurista tedesco († 1919)
- 1851 - William Waldegrave, IX conte Waldegrave, nobile e politico inglese († 1930)
- 1853 - Ambrosius Hubrecht, zoologo olandese († 1915)
- 1853 - Henri Honoré Plé, scultore francese († 1922)
- 1853 - Pëtr Ivanovič Ščukin, collezionista d'arte russo († 1912)
- 1854 - Mario Alessi, avvocato e politico italiano († 1928)
- 1857 - Achille Loria, economista italiano († 1943)
- 1859 - Sholem Aleichem, scrittore e drammaturgo ucraino († 1916)
- 1860 - Tito Maria Cucchi, teologo e vescovo cattolico italiano († 1938)
- 1860 - Italo Nunes Vais, pittore italiano († 1932)
- 1860 - Émile Robert, artigiano francese († 1924)
- 1860 - Susanna Madora Salter, politica e attivista statunitense († 1961)
- 1863 - Richard von Bienerth-Schmerling, politico austriaco († 1918)
- 1863 - Antonio Garella, scultore italiano († 1919)
- 1863 - Louis Jacobsohn-Lask, neurologo tedesco († 1941)
- 1864 - Henri Bretonnet, ufficiale e esploratore francese († 1899)
- 1864 - Émile Rimailho, ingegnere francese († 1954)
- 1865 - Ludo Moritz Hartmann, storico, politico e diplomatista austriaco († 1924)
- 1865 - James McCall, calciatore scozzese († 1925)
- 1865 - Elise Richter, filologa austriaca († 1943)
- 1865 - Frederick Methvan Whyte, ingegnere olandese († 1941)
- 1866 - John Gray, poeta inglese († 1934)
- 1866 - Vincenzo Mangano, politico italiano († 1940)
- 1868 - Roggero Musmeci Ferrari Bravo, scrittore italiano († 1937)
- 1868 - Eduardo Piola Caselli, magistrato, giurista e politico italiano († 1943)
- 1868 - Edmund Schulthess, politico svizzero († 1944)
- 1869 - Arturo Miolati, chimico italiano († 1956)
- 1871 - Mathieu Crickboom, violinista, compositore e insegnante belga († 1947)
- 1871 - Gideon Ericsson, tiratore a segno svedese († 1936)
- 1872 - Vittorio Fassone, compositore italiano († 1953)
- 1872 - Rudolf Helm, filologo classico tedesco († 1966)
- 1872 - Georges Jourdan, schermidore francese
- 1872 - Kazimierz Kelles-Krauz, filosofo polacco († 1905)
- 1873 - Inez Haynes Irwin, scrittrice e giornalista statunitense († 1970)
- 1873 - Marija Jurić Zagorka, giornalista, scrittrice e attivista croata († 1957)
- 1874 - Carl Schlechter, scacchista austriaco († 1918)
- 1874 - Alexander Newton Winchell, geologo e mineralogista statunitense († 1958)
- 1875 - Jean-Baptiste-Arthur Angrignon, politico canadese († 1948)
- 1875 - Hans Lietzmann, teologo e filologo tedesco († 1942)
- 1875 - Augusto Mancini, filologo classico, grecista e politico italiano († 1957)
- 1875 - Mariantonia Samà, beata italiana († 1953)
- 1876 - Hayrünnisa Hanim, nobildonna ottomana († 1936)
- 1876 - William Fraser Lewis, ostacolista statunitense († 1962)
- 1876 - Papa Pio XII, papa, arcivescovo cattolico e cardinale italiano († 1958)
- 1877 - Giovanni Cicogna, giurista e politico italiano († 1948)
- 1877 - Stuart Laidlaw, giocatore di lacrosse canadese († 1960)
- 1877 - Luigi Maglione, diplomatico italiano († 1944)
- 1877 - Consuelo Vanderbilt, statunitense († 1964)
- 1878 - Ugo Forti, giurista italiano († 1950)
- 1878 - Pio Paschini, vescovo cattolico e storico italiano († 1962)
- 1879 - Draga Gregorič Rosenberg, educatrice e pedagogista slovena († 1965)
- 1880 - Ivar Kreuger, imprenditore e ingegnere svedese († 1932)
- 1880 - Alfred J. Lotka, matematico e statistico statunitense († 1949)
- 1880 - Mitsumasa Yonai, ammiraglio e politico giapponese († 1948)
- 1881 - Josef Knubel, alpinista svizzera († 1961)
- 1881 - Ferdinand Vasserot, pistard francese († 1963)
- 1882 - Luigi Repossi, politico e rivoluzionario italiano († 1957)
- 1882 - Karl Zilgas, calciatore tedesco († 1917)
- 1883 - Manuel Gamio, antropologo, archeologo e sociologo messicano († 1960)
- 1883 - Alpinolo Natucci, matematico italiano († 1975)
- 1884 - Ivan Dérer, politico, avvocato e saggista slovacco († 1973)
- 1884 - Léon Jongen, compositore, organista e direttore d'orchestra belga († 1969)
- 1884 - John Laichinger, ginnasta e multiplista statunitense († 1933)
- 1885 - Raffaele De Grada, pittore italiano († 1957)
- 1885 - Victor Houteff, predicatore statunitense († 1955)
- 1885 - Nino Navarra, poeta, scrittore e oratore italiano († 1917)
- 1885 - Ivano Ricci, presbitero, storico e poeta italiano († 1966)
- 1886 - Leo Geyr von Schweppenburg, generale tedesco († 1974)
- 1886 - Kurt Grelling, logico e filosofo tedesco († 1942)
- 1886 - Henri Massé, arabista e iranista francese († 1969)
- 1886 - Willis O'Brien, animatore, regista e effettista statunitense († 1962)
- 1886 - Vittorio Pozzo, calciatore, allenatore di calcio e giornalista italiano († 1968)
- 1886 - Friedebert Tuglas, scrittore, critico letterario e giornalista estone († 1971)
- 1886 - Şehzade Ömer Hilmi, principe ottomano († 1935)
- 1887 - Roberto Lerici, generale italiano († 1980)
- 1887 - Arturo Stanghellini, scrittore italiano († 1948)
- 1888 - Bruno da Osimo, incisore e scrittore italiano († 1962)
- 1889 - Karl Mörke, sollevatore tedesco († 1946)
- 1889 - Carlo Socrate, pittore e scenografo italiano († 1967)
- 1890 - Ján Bakoš, arabista e traduttore slovacco († 1967)
- 1890 - Karl Bülowius, generale tedesco († 1945)
- 1890 - Oscar Egg, ciclista su strada e pistard svizzero († 1961)
- 1890 - Lorenzo Gaslini, calciatore e aviatore italiano († 1919)
- 1890 - Paul de Kruif, microbiologo, scrittore e divulgatore scientifico statunitense († 1971)
- 1890 - Joža Lovrenčič, poeta sloveno († 1952)
- 1891 - George Falcke, ginnasta danese († 1979)
- 1891 - Ferdinand Frithum, allenatore di calcio e calciatore austriaco († 1957)
- 1891 - Sergej Komarov, attore sovietico († 1957)
- 1892 - Yoshiko Sugino, educatrice e stilista giapponese († 1978)
- 1893 - Antonio Lamaro, imprenditore italiano († 1963)
- 1893 - Helena Makowska, attrice polacca († 1964)
- 1893 - Carlo Salsa, giornalista, scrittore e sceneggiatore italiano († 1962)
- 1893 - Otto Völker, calciatore tedesco († 1945)
- 1894 - Renata Borgatti, pianista italiana († 1964)
- 1894 - Hans Jüttner, generale tedesco († 1965)
- 1894 - Minoru Murata, regista e attore giapponese († 1937)
- 1894 - Aleksandr Ivanovič Oparin, biochimico russo († 1980)
- 1895 - Sanji Iwabuchi, ammiraglio giapponese († 1945)
- 1895 - Max Suter, ciclista su strada e ciclocrossista svizzero († 1936)
- 1895 - Alf Wigert, hockeista su ghiaccio svedese († 1968)
- 1896 - Clair Bee, allenatore di pallacanestro statunitense († 1983)
- 1896 - Pierre Colombier, regista e sceneggiatore francese († 1958)
- 1896 - Herb Drury, hockeista su ghiaccio canadese († 1965)
- 1896 - Carlo Malerba, pittore italiano († 1954)
- 1896 - John Muldoon, rugbista a 15 statunitense († 1944)
- 1896 - Jan de Vries, velocista e calciatore olandese († 1939)
- 1897 - Jack Hill, calciatore e allenatore di calcio inglese († 1972)
- 1897 - Shidzue Katō, politica giapponese († 2001)
- 1897 - Ignaz Maybaum, rabbino e filosofo austriaco († 1976)
- 1897 - Jack White, produttore cinematografico, regista e sceneggiatore statunitense († 1984)
- 1898 - Hughie Ferguson, calciatore scozzese († 1930)
- 1898 - Carlo Vacondio, calciatore italiano († 1943)
- 1899 - Clifford Durr, avvocato e attivista statunitense († 1975)
- 1899 - Alessandro Vallebona, medico italiano († 1987)
- 1900 - Morris Jessup, scrittore statunitense († 1959)
- 1900 - Józef e Wiktoria Ulma, polacco († 1944)
- 1900 - Lelio Vittorio Valobra, avvocato italiano († 1976)
- 1900 - Kurt Weill, compositore e musicista tedesco († 1950)
- 1900 - Arsenij Grigor'evič Zverev, politico e insegnante sovietico († 1969)

## XX secolo(939)
- 1901 - Marino Benvenuti, psichiatra italiano († 1986)
- 1901 - Renato Bottacini, dirigente sportivo, allenatore di calcio e calciatore italiano († 1979)
- 1901 - Grete Hermann, matematica e filosofa tedesca († 1984)
- 1901 - Rudolf Jeny, allenatore di calcio e calciatore ungherese († 1975)
- 1901 - Romildo Mercatelli, calciatore italiano († 1985)
- 1901 - Nevzad Hanim, ottomana († 1992)
- 1902 - Moe Berg, giocatore di baseball e agente segreto statunitense († 1972)
- 1902 - Edward Condon, fisico statunitense († 1974)
- 1902 - Giorgio Favaretto, pianista italiano († 1986)
- 1902 - Georg Johnsson, ciclista su strada svedese († 1960)
- 1902 - David Roldán Lara, santo messicano († 1926)
- 1902 - Mike Monroney, politico statunitense († 1980)
- 1902 - Otakar Německý, combinatista nordico, fondista e sciatore di pattuglia militare cecoslovacco († 1967)
- 1903 - Giovanni Guidi, politico italiano († 1976)
- 1903 - Hans Peter L'Orange, archeologo norvegese († 1983)
- 1903 - Samuel Schillinger, calciatore cecoslovacco († 1998)
- 1903 - Emile Van Belle, ciclista su strada belga († 1930)
- 1903 - Umberto Zanfagnini, avvocato e politico italiano († 1984)
- 1904 - Henry Dreyfuss, designer statunitense († 1972)
- 1904 - Dino Garrone, critico letterario e scrittore italiano († 1931)
- 1904 - Jan Mertens, ciclista su strada belga († 1964)
- 1904 - Dr. Seuss, scrittore e fumettista statunitense († 1991)
- 1905 - Marc Blitzstein, compositore, paroliere e librettista statunitense († 1964)
- 1905 - Giovanni Colombo, calciatore italiano
- 1905 - Herbert Gerigk, musicologo tedesco († 1996)
- 1905 - Geoffrey Grigson, poeta britannico († 1985)
- 1905 - Gisa Radicchi Levi, montatrice italiana († 1985)
- 1905 - Antonio Zambotto, calciatore e arbitro di calcio italiano († 1984)
- 1906 - Jan Ankerman, hockeista su prato olandese († 1942)
- 1906 - Boris Demidovič, matematico sovietico († 1977)
- 1906 - Charles Howard, XX conte di Suffolk, nobile e militare britannico († 1941)
- 1906 - Fang Ganmin, pittore cinese († 1984)
- 1906 - Paul Rimbaud, militare francese († 1940)
- 1906 - Pietro Scaglione, magistrato italiano († 1971)
- 1906 - Károly Weichelt, calciatore rumeno († 1971)
- 1907 - Horst Gerson, storico dell'arte olandese († 1978)
- 1907 - Mario Lazzaroni, calciatore italiano († 1992)
- 1907 - František Mrázek Dobiáš, teologo, traduttore e biblista ceco († 1972)
- 1907 - Lea Schiavi, giornalista italiana († 1942)
- 1907 - Angelo Donato Tirabassi, docente e politico italiano († 1965)
- 1908 - Ștefan Barbu, calciatore rumeno († 1970)
- 1908 - Walter Bruch, ingegnere tedesco († 1990)
- 1908 - Vladimir Vajnštok, regista e sceneggiatore sovietico († 1978)
- 1908 - Stan Wagner, hockeista su ghiaccio canadese († 2002)
- 1909 - Dante Maggio, attore italiano († 1992)
- 1909 - Mel Ott, giocatore di baseball e allenatore di baseball statunitense († 1958)
- 1910 - Raffaele Aurini, bibliotecario, storico e bibliografo italiano († 1974)
- 1910 - George Kojac, nuotatore statunitense († 1996)
- 1910 - Mario Mammucari, politico, partigiano e sindacalista italiano († 1997)
- 1910 - Onni Rajasaari, triplista e lunghista finlandese († 1994)
- 1910 - Aldo Tonti, direttore della fotografia italiano († 1988)
- 1911 - Mihály Bozsi, pallanuotista ungherese († 1984)
- 1911 - Engelbert Endrass, ufficiale tedesco († 1941)
- 1911 - József Háda, calciatore e allenatore di calcio ungherese († 1994)
- 1911 - Josef Krejci, pallamanista austriaco
- 1911 - Martim Silveira, calciatore brasiliano († 1972)
- 1912 - Gaetano Falzone, storico italiano († 1984)
- 1912 - William Thayer Tutt, dirigente sportivo e imprenditore statunitense († 1989)
- 1913 - Gino Barbieri, economista e storico italiano († 1989)
- 1913 - Georgij Nikolaevič Flërov, fisico sovietico († 1990)
- 1913 - Falk Harnack, regista e sceneggiatore tedesco († 1991)
- 1913 - Duke Nalon, pilota automobilistico statunitense († 2001)
- 1914 - Claudio Andreani, architetto e urbanista italiano († 2005)
- 1914 - Marzio Bernardinetti, politico italiano († 2008)
- 1914 - Louis Chaillot, pistard francese († 1998)
- 1914 - Ángel Grippa, calciatore argentino
- 1914 - James Robert Knox, cardinale e arcivescovo cattolico australiano († 1983)
- 1914 - Enzo Magni, fumettista italiano († 1981)
- 1914 - Martin Ritt, regista, produttore cinematografico e commediografo statunitense († 1990)
- 1915 - Mario Ageno, fisico italiano († 1992)
- 1915 - Lona Andre, attrice statunitense († 1992)
- 1915 - Giulio Longhi, calciatore italiano († 1950)
- 1915 - Shi Hui, attore e regista cinese († 1957)
- 1916 - Lino Crispo, attore italiano († 1995)
- 1916 - Vittorio Duina, imprenditore e dirigente sportivo italiano († 1986)
- 1916 - Giuseppe Romanelli, scultore italiano († 1982)
- 1916 - Raoul Zaccari, politico italiano († 1977)
- 1917 - Desi Arnaz, attore, comico e musicista cubano († 1986)
- 1917 - Laurie Baker, architetto indiano († 2007)
- 1917 - John Gardner, compositore britannico († 2011)
- 1917 - David Goodis, scrittore statunitense († 1967)
- 1918 - Ned Endress, cestista e allenatore di pallacanestro statunitense († 2010)
- 1918 - Elena Gatti Caporaso, politica italiana († 1999)
- 1919 - Tibor Florián, scacchista e compositore di scacchi ungherese († 1990)
- 1919 - Jennifer Jones, attrice statunitense († 2009)
- 1919 - Tamara Tumanova, ballerina, coreografa e attrice sovietica († 1996)
- 1919 - Giuseppe Vaccarino, filosofo italiano († 2016)
- 1920 - Cesare Brunetti, calciatore italiano
- 1920 - Michail Pimenov, pallavolista e allenatore di pallavolo sovietico († 2005)
- 1920 - Shangguan Yunzhu, attrice cinese († 1968)
- 1920 - Mario Tozi, calciatore italiano († 1998)
- 1920 - François Villiers, regista e sceneggiatore francese († 2009)
- 1921 - Giovanni Cappelletti, presbitero e scrittore italiano († 1993)
- 1921 - Washington Etchamendi, allenatore di calcio uruguaiano († 1976)
- 1921 - Kazimierz Górski, allenatore di calcio e calciatore polacco († 2006)
- 1921 - Ernst Haas, fotografo austriaco († 1986)
- 1921 - Franco Leggio, anarchico italiano († 2006)
- 1921 - Brenda Lewis, soprano statunitense († 2017)
- 1921 - Ghigo Masino, attore e comico italiano († 1985)
- 1921 - Troy Melton, attore e stuntman statunitense († 1995)
- 1922 - Herbert Ahues, compositore di scacchi tedesco († 2015)
- 1922 - Reyner Banham, critico d'arte britannico († 1988)
- 1922 - Hilarion Capucci, arcivescovo cattolico e attivista siriano († 2017)
- 1922 - Eddie Davis, sassofonista statunitense († 1986)
- 1922 - Rafael Lledó, cestista argentino († 1991)
- 1922 - Mike McCarron, cestista statunitense († 1991)
- 1922 - Plinio Patuelli, calciatore italiano
- 1922 - Ottorino Paulinich, allenatore di calcio e calciatore italiano († 1980)
- 1922 - Bill Quackenbush, hockeista su ghiaccio canadese († 1999)
- 1922 - Osvaldo Remotti, militare, aviatore e partigiano italiano († 1944)
- 1922 - Frances Spence, programmatrice statunitense († 2012)
- 1922 - Marlyn Meltzer, programmatrice statunitense († 2008)
- 1923 - Delio Bonazzi, politico italiano († 2001)
- 1923 - Basil Hume, cardinale e arcivescovo cattolico britannico († 1999)
- 1923 - Orrin Keepnews, produttore discografico e paroliere statunitense († 2015)
- 1923 - Robert Michel, politico e militare statunitense († 2017)
- 1923 - Hussain Montassir, cestista egiziano († 1992)
- 1923 - Masao Ōno, calciatore giapponese († 2001)
- 1923 - Lawrence Rainey, funzionario statunitense († 2002)
- 1924 - Edgar Bowers, poeta statunitense († 2000)
- 1924 - Luigi Ghedina, alpinista italiano († 2009)
- 1924 - Erhardt Gißke, architetto tedesco († 1993)
- 1924 - Laurie Hughes, calciatore inglese († 2011)
- 1924 - Antonin Jaroslav Liehm, critico letterario, traduttore e attivista ceco († 2020)
- 1924 - Sergio Morselli, calciatore italiano († 1979)
- 1925 - Lelio Catelli, calciatore italiano († 2009)
- 1925 - Charles N. Reilley, chimico statunitense († 1981)
- 1925 - Charles Caldwell Ryrie, biblista e teologo statunitense († 2016)
- 1925 - Fernando Caiado, allenatore di calcio e calciatore portoghese († 2006)
- 1926 - Sergio Agnoli, mezzofondista e maratoneta italiano († 2021)
- 1926 - Bernard Agré, cardinale e arcivescovo cattolico ivoriano († 2014)
- 1926 - Alfonso Balcázar, regista, sceneggiatore e produttore cinematografico spagnolo († 1993)
- 1926 - Tina Lagostena Bassi, avvocata e politica italiana († 2008)
- 1926 - Franco Lanza, critico letterario italiano († 2007)
- 1926 - Murray Rothbard, economista, filosofo e politico statunitense († 1995)
- 1926 - Holcombe Rucker, dirigente sportivo statunitense († 1965)
- 1926 - Dario Scaglione, partigiano italiano († 1945)
- 1926 - Anita Simonis, ginnasta statunitense († 2011)
- 1926 - Alfredo Simonti, calciatore italiano († 2007)
- 1927 - John Hazen, cestista statunitense († 1998)
- 1927 - Erol Keskin, calciatore turco († 2016)
- 1927 - Vanni Lòriga, militare, giornalista e scrittore italiano († 2022)
- 1927 - Tihomir Ognjanov, calciatore jugoslavo († 2006)
- 1927 - Alfredo Schiavo, calciatore e dirigente sportivo italiano († 2009)
- 1927 - Piero Travaglini, pittore e scultore svizzero († 2015)
- 1927 - Roger Walkowiak, ciclista su strada francese († 2017)
- 1928 - Alberto Caramella, avvocato, poeta e scrittore italiano († 2007)
- 1928 - Francesco Copreni, ex calciatore italiano
- 1928 - Piero Mazzarella, attore italiano († 2013)
- 1928 - Guido Monzino, alpinista e esploratore italiano († 1988)
- 1928 - José Luis Pérez-Payá, calciatore spagnolo († 2022)
- 1928 - Giovanni Roma, ciclista su strada italiano († 2007)
- 1928 - Enrico Rovini, calciatore italiano († 2022)
- 1928 - Mimì Zorzi, scrittrice italiana († 2019)
- 1929 - Robert Orel Dean, militare e ufologo statunitense († 2018)
- 1929 - Franco Delli Colli, direttore della fotografia italiano († 2004)
- 1929 - Jean-Marie Drot, scrittore francese († 2015)
- 1929 - Donald Gosling, ammiraglio britannico († 2019)
- 1929 - Sossio Pezzullo, politico italiano († 2012)
- 1929 - Cesare Viazzi, giornalista italiano († 2012)
- 1930 - John Cullum, attore e cantante statunitense
- 1930 - Hana Havlíková, cestista cecoslovacca († 2014)
- 1930 - Don Kennedy, conduttore radiofonico, conduttore televisivo e doppiatore statunitense († 2023)
- 1930 - Carlo Molè, politico italiano
- 1930 - Novello Novelli, attore e impresario teatrale italiano († 2018)
- 1930 - Dzidra Uztupe, cestista e allenatrice di pallacanestro sovietica († 2014)
- 1930 - Tom Wolfe, saggista, giornalista e scrittore statunitense († 2018)
- 1931 - Nozomi Aoki, compositore e arrangiatore giapponese
- 1931 - Paolo Erba, calciatore italiano († 2016)
- 1931 - Amedeo Gigli, illustratore e scrittore italiano († 2020)
- 1931 - Michail Gorbačëv, politico sovietico († 2022)
- 1931 - Juan Ostoic, cestista e allenatore di pallacanestro cileno († 2020)
- 1931 - Emma Penella, attrice spagnola († 2007)
- 1931 - Colwyn Trevarthen, biologo e psicologo neozelandese († 2024)
- 1931 - Giorgio Valentinuzzi, calciatore e allenatore di calcio italiano († 2019)
- 1932 - Gun Hägglund, conduttrice televisiva e giornalista svedese († 2011)
- 1932 - Terry Miller, pallanuotista britannico († 2014)
- 1933 - Robert Abbott, autore di giochi statunitense († 2018)
- 1933 - Jacques Kamb, fumettista e sceneggiatore francese († 2015)
- 1933 - Vladimir Kaplunov, sollevatore sovietico († 2015)
- 1933 - Meki Megara, pittore e scultore marocchino († 2009)
- 1933 - Ziva Rodann, attrice e mimo israeliana
- 1933 - Joel Shankle, ostacolista statunitense († 2015)
- 1934 - Howard Cassady, giocatore di football americano statunitense († 2019)
- 1934 - Joseph Groussard, ex ciclista su strada francese
- 1934 - Raul Moreira, calciatore portoghese († 2007)
- 1934 - Bernard Rands, compositore britannico
- 1934 - Benedetto Robazza, scultore italiano († 2020)
- 1934 - Jim Scott, attore scozzese
- 1934 - William Stephen Skylstad, vescovo cattolico statunitense
- 1934 - Doug Watkins, contrabbassista e violoncellista statunitense († 1962)
- 1935 - Pablo Ansaldo, calciatore e allenatore di calcio ecuadoriano († 2016)
- 1935 - Adriano Guidetti, allenatore di pallavolo e ex pallavolista italiano
- 1935 - ʿAbd al-Hādī Qandīl, politico e ingegnere egiziano († 2019)
- 1935 - Stephen Thorne, attore britannico († 2019)
- 1935 - Al Waxman, attore e regista canadese († 2001)
- 1936 - Bruno Rosada, filologo e critico letterario italiano († 2011)
- 1936 - Gabriella Santarelli, ex ginnasta italiana
- 1936 - Ija Sergeevna Savvina, attrice sovietica († 2011)
- 1937 - Abdelaziz Bouteflika, politico algerino († 2021)
- 1937 - Denny Crum, cestista e allenatore di pallacanestro statunitense († 2023)
- 1937 - Yehoshua Kenaz, scrittore e traduttore israeliano († 2020)
- 1937 - BarBara Luna, attrice statunitense
- 1937 - Antonio Renna, allenatore di calcio e calciatore italiano († 2019)
- 1937 - Pierre Trần Đình Tứ, vescovo cattolico vietnamita
- 1938 - Jim Begg, attore e produttore cinematografico statunitense († 2008)
- 1938 - Claudio Govoni, ex calciatore italiano
- 1938 - Ricardo Lagos, politico cileno
- 1938 - Willy Pasini, psichiatra e sessuologo italiano
- 1938 - Leopoldo Raimondi, calciatore italiano († 2020)
- 1939 - Irina Petrovna Bogačёva, mezzosoprano sovietico († 2019)
- 1939 - Aristeidīs Kamaras, ex calciatore greco
- 1939 - Jack Lornie, calciatore scozzese († 2014)
- 1939 - Pio Manzù, designer italiano († 1969)
- 1939 - Guillaume Oyono-Mbia, scrittore camerunese († 2021)
- 1939 - Claudia Pasini, schermitrice italiana († 2015)
- 1939 - Eugenio Sangregorio, ex politico italiano
- 1939 - Takako Shimazu, principessa giapponese
- 1940 - Alfredo Barlucchi, cestista e allenatore di pallacanestro italiano († 2023)
- 1940 - Francis Dreyfus, produttore discografico francese († 2010)
- 1940 - Giampaolo Fatale, politico italiano († 2013)
- 1940 - Mamnoon Hussain, politico e imprenditore pakistano († 2021)
- 1940 - Lennart Häggroth, hockeista su ghiaccio svedese († 2016)
- 1940 - Andrzej Korzyński, compositore e pianista polacco († 2022)
- 1940 - Robert Lloyd, basso inglese
- 1940 - Lothar de Maizière, avvocato, musicista e ex politico tedesco
- 1940 - Timothy Mason, storico britannico († 1990)
- 1940 - Billy McNeill, calciatore e allenatore di calcio scozzese († 2019)
- 1940 - Abdollah Movahed, ex lottatore iraniano
- 1940 - Ricardo Palacios, attore spagnolo († 2015)
- 1940 - David Worth, regista e direttore della fotografia statunitense
- 1941 - Miguel Arellano, cestista messicano († 2021)
- 1941 - Philippe Carles, giornalista, critico musicale e produttore discografico francese († 2023)
- 1941 - Bert Jacobs, allenatore di calcio olandese († 1999)
- 1941 - Giuseppe O. Longo, informatico e scrittore italiano
- 1941 - Gabriella Mondardini, antropologa italiana († 2014)
- 1941 - Giandomenico Ongaro, cestista e allenatore di pallacanestro italiano († 2022)
- 1941 - Mario Sbriccoli, storico italiano († 2005)
- 1941 - Giancarlo Serafini, politico italiano
- 1941 - Red Stroud, cestista e allenatore di pallacanestro statunitense († 2008)
- 1941 - Ángel Viñas, economista, storico e diplomatico spagnolo
- 1942 - Franco Baribbi, imprenditore e dirigente sportivo italiano († 2018)
- 1942 - Jon Finch, attore britannico († 2012)
- 1942 - Peter Guber, produttore cinematografico statunitense
- 1942 - John Irving, scrittore e sceneggiatore statunitense
- 1942 - Adrian Metcalfe, velocista britannico († 2021)
- 1942 - Luc Plamondon, paroliere e compositore canadese
- 1942 - Lou Reed, cantautore, chitarrista e poeta statunitense († 2013)
- 1943 - Károly Bakos, ex sollevatore ungherese
- 1943 - Salvatore Boemi, ex magistrato italiano
- 1943 - Francesco Gaetano Caltagirone, imprenditore italiano
- 1943 - Rosa DeLauro, politica statunitense
- 1943 - Jackson C. Frank, cantautore statunitense († 1999)
- 1943 - Chuck Hughes, giocatore di football americano statunitense († 1971)
- 1943 - Niels Peder Kristensen, entomologo danese († 2014)
- 1943 - Juan Carlos Masnik, calciatore uruguaiano († 2021)
- 1943 - Tony Meehan, batterista e compositore britannico († 2005)
- 1943 - Giorgio Sacerdoti, avvocato, giurista e giudice italiano
- 1943 - Skaidrīte Smildziņa, ex cestista sovietica
- 1943 - Peter Straub, scrittore e poeta statunitense († 2022)
- 1943 - Robert Williams, pittore statunitense
- 1944 - Ali Bin Nasser, ex arbitro di calcio tunisino
- 1944 - Dionisia Echagüe, cestista paraguaiana († 2021)
- 1944 - Uschi Glas, attrice e cantante tedesca
- 1944 - Leif Segerstam, direttore d'orchestra, compositore e violinista finlandese († 2024)
- 1945 - Renato Berta, direttore della fotografia svizzero
- 1945 - Roberto Cipriani, sociologo italiano
- 1945 - David Ford, ex calciatore inglese
- 1945 - Teddy Robin, cantautore, attore e regista hongkonghese
- 1945 - Gordon Thomson, attore statunitense
- 1945 - Joseph Đinh Đức Đạo, vescovo cattolico vietnamita
- 1946 - Girolamo Cannariato, politico italiano
- 1946 - Ángel Liciardi, ex calciatore argentino
- 1946 - Michel Longueville, ex cestista francese
- 1946 - Titus Tarău, ex cestista rumeno
- 1946 - Felix Unger, medico austriaco
- 1947 - Attilio Cubeddu, criminale italiano
- 1947 - Jean-Guy Fechner, cantante, batterista e attore francese
- 1947 - Søren Kragh-Jacobsen, regista, sceneggiatore e musicista danese
- 1947 - Jurij Vladimirovič Matijasevič, matematico e informatico russo
- 1947 - Nelson Ned, cantante brasiliano († 2014)
- 1947 - Luciano Paganini, ex calciatore italiano
- 1947 - Viktor Papaev, allenatore di calcio e ex calciatore sovietico
- 1947 - Harry Redknapp, ex calciatore e allenatore di calcio inglese
- 1947 - Pugh Rogefeldt, cantante svedese († 2023)
- 1947 - Severino Saltarelli, attore italiano († 2020)
- 1947 - Juraj Szikora, calciatore cecoslovacco († 2005)
- 1948 - Larry Carlton, chitarrista statunitense
- 1948 - Odd Frivold, calciatore norvegese († 2000)
- 1948 - Rory Gallagher, chitarrista e cantante irlandese († 1995)
- 1948 - Maurizio Laudi, magistrato italiano († 2009)
- 1948 - Andrej Dmitrievič Linde, fisico russo
- 1948 - Billy Newsome, ex giocatore di football americano statunitense
- 1948 - Gianfelice Rocca, imprenditore e dirigente d'azienda italiano
- 1948 - Harald Rofner, ex sciatore alpino austriaco
- 1949 - Ezio Candido, dirigente sportivo e ex calciatore italiano
- 1949 - Libero Gerosa, giurista e teologo svizzero
- 1949 - Dinesh Gunawardena, politico singalese
- 1949 - Gates McFadden, attrice e coreografa statunitense
- 1949 - Terry Anne Meeuwsen, modella e conduttrice televisiva statunitense
- 1949 - Isabelle Mir, ex sciatrice alpina francese
- 1949 - Cookie Mueller, attrice e scrittrice statunitense († 1989)
- 1949 - José Francisco Robles Ortega, cardinale e arcivescovo cattolico messicano
- 1949 - J. P. R. Williams, rugbista a 15, tennista e chirurgo britannico († 2024)
- 1949 - Bandar bin Sultan Al Sa'ud, principe, diplomatico e politico saudita
- 1950 - Abdel Rahim el-Kib, politico libico († 2020)
- 1950 - David Adamski, entomologo statunitense
- 1950 - Ahmet Altan, giornalista e scrittore turco
- 1950 - Karen Carpenter, cantante e batterista statunitense († 1983)
- 1950 - Molly Cheek, attrice statunitense
- 1950 - José Sylvio Fiolo, ex nuotatore brasiliano
- 1950 - John Reaves, giocatore di football americano statunitense († 2017)
- 1950 - Giorgia Trasselli, attrice e regista teatrale italiana
- 1951 - Dean Barrow, politico beliziano
- 1951 - Sayed Abu al-Dahab, ex cestista egiziano
- 1951 - Adrian Parker, ex pentatleta britannico
- 1951 - Lucio Zappacosta, politico italiano
- 1952 - David Blanchflower, economista britannico
- 1952 - Terry Eccles, ex calciatore inglese
- 1952 - Mauro Felicori, dirigente pubblico italiano
- 1952 - Jane Henschel, mezzosoprano statunitense
- 1952 - Laraine Newman, attrice e doppiatrice statunitense
- 1952 - Sergej Vadimovič Stepašin, politico russo
- 1952 - Andrea Vitali, storico, regista teatrale e musicologo italiano
- 1953 - Edgar Angulo, ex calciatore colombiano
- 1953 - Giuseppe Di Costanzo, scrittore italiano († 2013)
- 1953 - Russ Feingold, politico statunitense
- 1953 - Lucio Gaudino, regista, sceneggiatore e produttore cinematografico italiano
- 1953 - Urban Hettich, ex combinatista nordico tedesco
- 1953 - Giorgio Mendella, imprenditore italiano
- 1953 - Eusebio Pedroza, pugile panamense († 2019)
- 1954 - Franco Bosio, enigmista italiano
- 1954 - Dai Sijie, scrittore e regista cinese
- 1954 - Robert Falls, regista teatrale statunitense
- 1954 - Olwen Fouéré, attrice irlandese
- 1954 - Robert Haimer, cantante e musicista statunitense († 2023)
- 1954 - Domenico Lomelo, politico italiano
- 1954 - Guido Milana, politico italiano
- 1954 - Hunt Sales, batterista statunitense
- 1955 - Shōkō Asahara, criminale giapponese († 2018)
- 1955 - Dale Bozzio, cantante statunitense
- 1955 - William Hope, attore canadese
- 1955 - Kevin Kewley, ex calciatore inglese
- 1955 - Ken Salazar, politico statunitense
- 1955 - Vito Santarsiero, politico italiano
- 1955 - Brigitte Schroll, ex sciatrice alpina austriaca
- 1956 - Mark Evans, bassista australiano
- 1956 - Olli Isoaho, ex calciatore finlandese
- 1956 - Arjen Lenstra, matematico olandese
- 1956 - Carlo Mazzacurati, regista, sceneggiatore e attore italiano († 2014)
- 1956 - Lucio Nobile, allenatore di calcio e ex calciatore italiano
- 1956 - Orio Palmer, vigile del fuoco statunitense († 2001)
- 1956 - Gary Pearce, ex rugbista a 15 britannico
- 1956 - Eduardo Rodríguez Veltzé, politico boliviano
- 1957 - Fernando Acitelli, poeta e scrittore italiano
- 1957 - Fabiano Brambilla, calciatore italiano († 2004)
- 1957 - Fabrizio Cesetti, politico italiano
- 1957 - Hansen Clarke, politico e avvocato statunitense
- 1957 - Paolo Jorio, giornalista, scrittore e conduttore radiofonico italiano
- 1957 - Gianfrancesco Lazotti, regista e sceneggiatore italiano
- 1957 - Dario Tomasi, scrittore e storico del cinema italiano
- 1957 - Dito Tsintsadze, regista e sceneggiatore georgiano
- 1957 - Luigi Vari, arcivescovo cattolico italiano
- 1958 - Elena Cantarone, attrice italiana
- 1958 - Kevin Curren, ex tennista statunitense
- 1958 - Giorgio Melis, allenatore di calcio e ex calciatore italiano
- 1958 - Abdullah Musa, ex calciatore emiratino
- 1958 - Tullio Tinti, procuratore sportivo e ex calciatore italiano
- 1958 - Pedro Uralde, ex calciatore spagnolo
- 1958 - Gerardo Villanacci, avvocato e giurista italiano
- 1958 - Ian Woosnam, golfista gallese
- 1959 - Bruno Berni, bibliotecario, traduttore e saggista italiano
- 1959 - Walter Bucciarelli, conduttore televisivo, giornalista e produttore cinematografico italiano
- 1959 - Pasquale Casale, allenatore di calcio e ex calciatore italiano
- 1959 - Alviero Chiorri, ex calciatore italiano
- 1959 - Pablo Virgilio Siongco David, cardinale e vescovo cattolico filippino
- 1959 - Ainars Zvirgzdiņš, allenatore di pallacanestro lettone
- 1960 - Gabriele Calindri, doppiatore, dialoghista e direttore del doppiaggio italiano
- 1960 - Stefano Ferretti, allenatore di calcio e ex calciatore italiano
- 1960 - Salvatore Gualtieri, dirigente sportivo italiano
- 1960 - Peter F. Hamilton, autore di fantascienza inglese
- 1960 - Karl-Erivan Haub, imprenditore tedesco
- 1960 - Faouzi Lahbi, ex mezzofondista marocchino
- 1960 - Alessandro Lanza, economista italiano
- 1960 - Henri Manders, ex ciclista su strada olandese
- 1960 - Debra Marshall, attrice e ex wrestler statunitense
- 1960 - Frank Rohde, allenatore di calcio e ex calciatore tedesco orientale
- 1960 - Inácio Saúre, arcivescovo cattolico mozambicano
- 1960 - Juan Simón, ex calciatore e procuratore sportivo argentino
- 1960 - Michail Vladislavovič Tjurin, cosmonauta russo
- 1961 - Marco Balzarotti, doppiatore italiano
- 1961 - Lauro Bon, ex cestista italiano
- 1961 - Julia Calvo, attrice, regista teatrale e docente argentina
- 1961 - József Dzurják, ex calciatore ungherese
- 1961 - Ingeborg Gräßle, politica tedesca
- 1961 - Théo Malget, ex calciatore lussemburghese
- 1961 - Sara Mingardo, contralto italiano
- 1961 - Sergej Silkin, allenatore di calcio e ex calciatore russo
- 1962 - Oliviero Bergamini, giornalista italiano
- 1962 - Jon Bon Jovi, cantautore, musicista e attore statunitense
- 1962 - Enrico Faccini, fumettista italiano
- 1962 - Ulf Findeisen, ex saltatore con gli sci tedesco orientale
- 1962 - Francesco Lomanto, arcivescovo cattolico italiano
- 1962 - Bill Maas, ex giocatore di football americano statunitense
- 1962 - Tom Nordlie, allenatore di calcio norvegese
- 1962 - Regula Rytz, politica svizzera
- 1962 - Scott La Rock, disc jockey statunitense († 1987)
- 1962 - Mike Small, ex calciatore inglese
- 1962 - Gabriele Tarquini, ex pilota automobilistico italiano
- 1963 - Mehdi Abtahi, allenatore di calcio a 5, ex giocatore di calcio a 5 e ex calciatore iraniano
- 1963 - Anthony Albanese, politico australiano
- 1963 - Bogdan Bakuła, sollevatore polacco
- 1963 - Roberto Bianchi, giocatore di baseball italiano
- 1963 - Suzette Charles, modella statunitense
- 1963 - Cees Doorakkers, pilota motociclistico olandese
- 1963 - Tanju Kirjakov, ex tiratore a segno bulgaro
- 1963 - Askari Mohammadian, ex lottatore iraniano
- 1963 - Michael Payne, ex cestista statunitense
- 1963 - Dwayne Polee, ex cestista, allenatore di pallacanestro e dirigente sportivo statunitense
- 1963 - Kōji Takada, pilota motociclistico giapponese
- 1963 - Monica Theodorescu, cavallerizza tedesca
- 1964 - Alessandro Benetton, imprenditore italiano
- 1964 - Peter Cargill, calciatore e allenatore di calcio giamaicano († 2005)
- 1964 - Roberto De Francesco, attore italiano
- 1964 - Laird Hamilton, surfista statunitense
- 1964 - Jaime Pizarro, politico, allenatore di calcio e ex calciatore cileno
- 1964 - Mike Von Erich, wrestler statunitense († 1987)
- 1964 - Devon White, ex calciatore inglese
- 1964 - Yoo Byung-ok, ex calciatore sudcoreano
- 1965 - Ami Bera, politico e medico statunitense
- 1965 - Frank Schindel, cantante tedesco
- 1965 - Florent-Emilio Siri, regista e sceneggiatore francese
- 1965 - Michele Tomasi, apneista italiano
- 1965 - Raffaele Topo, politico italiano
- 1966 - Sara Bertelà, attrice italiana
- 1966 - Stevie Rachelle, cantante tedesco
- 1966 - Ann Leckie, scrittrice statunitense
- 1966 - Stefano Maggi, storico italiano
- 1966 - Nina Morato, cantautrice francese
- 1966 - Judith Wiesner, ex tennista austriaca
- 1966 - Joško Španjić, allenatore di calcio e ex calciatore croato
- 1967 - Ignazio Cutrò, imprenditore italiano
- 1967 - Tunku Sarafuddin Badlishah, principe e avvocato malese
- 1967 - Jean-Philippe Daurelle, ex schermidore francese
- 1967 - Kelvin Davis, politico neozelandese
- 1967 - Jean-François Di Martino, ex schermidore francese
- 1967 - Óscar Ferro, ex calciatore uruguaiano
- 1967 - Kazuyuki Hoshino, character designer e direttore artistico giapponese
- 1967 - Spiro Ksera, politico albanese
- 1967 - Thierry Lacroix, ex rugbista a 15 francese
- 1967 - Antonio Latella, attore e regista teatrale italiano
- 1967 - Miguel Méndez, allenatore di pallacanestro spagnolo
- 1967 - Gaetano Morbioli, regista italiano
- 1967 - Sean Olsson, bobbista britannico
- 1967 - Gianluca Pierobon, ex ciclista su strada e ciclocrossista italiano
- 1967 - Allison Rabour, ex mezzofondista italiana
- 1967 - Alexander Vencel, allenatore di calcio e ex calciatore slovacco
- 1968 - Alberto Belsué, ex calciatore spagnolo
- 1968 - Daniel Craig, attore britannico
- 1968 - Chris Hülsbeck, compositore tedesco
- 1968 - Allan Kuhn, allenatore di calcio e ex calciatore danese
- 1968 - Rappin' 4-Tay, rapper statunitense
- 1968 - Gianluca Ricci, ex calciatore italiano
- 1968 - Shantel, produttore discografico, cantante e disc jockey tedesco
- 1968 - Edward Stierle, ballerino e coreografo statunitense († 1991)
- 1969 - Mesrûr Barzanî, politico curdo
- 1969 - Scott Gibbons, musicista e compositore statunitense
- 1969 - Gianni Iapichino, ex astista e multiplista italiano
- 1969 - Tiziano Marchesi, ultramaratoneta italiano
- 1969 - Oleg Alexandrovič Maskaev, ex pugile uzbeko
- 1969 - Geir Nordby, allenatore di calcio norvegese
- 1969 - Paola Taverna, politica italiana
- 1970 - Luca Bechi, allenatore di pallacanestro italiano
- 1970 - Hamza El-Gamal, ex calciatore egiziano
- 1970 - Alexander Armstrong, attore, comico e cantante britannico
- 1970 - Hermann Schiestl, ex sciatore alpino austriaco
- 1970 - Ciriaco Sforza, allenatore di calcio, dirigente sportivo e ex calciatore svizzero
- 1971 - Adel Abdessemed, artista algerino
- 1971 - Stefano Accorsi, attore italiano
- 1971 - Marcel Bouzout, ex cestista uruguaiano
- 1971 - Roman Čechmánek, hockeista su ghiaccio ceco († 2023)
- 1971 - Antonio D'Angelo, arcivescovo cattolico italiano
- 1971 - Massimo Drago, ex calciatore e allenatore di calcio italiano
- 1971 - Go Hyun-jung, attrice sudcoreana
- 1971 - Norbert Hofer, politico austriaco
- 1971 - Hajnalka Kiraly, schermitrice ungherese
- 1971 - Vincenzo Modica, ex maratoneta italiano
- 1971 - Flavio Portaluppi, ex cestista e dirigente sportivo italiano
- 1971 - Karel Rada, allenatore di calcio e ex calciatore ceco
- 1971 - Method Man, rapper e attore statunitense
- 1971 - Steve Snow, ex calciatore statunitense
- 1971 - Manami Toyota, wrestler giapponese
- 1972 - Daniele, monaco cristiano e arcivescovo ortodosso bulgaro
- 1972 - Laurent Dufresne, allenatore di calcio e ex calciatore francese
- 1972 - Volodymyr Duma, ex ciclista su strada ucraino
- 1972 - Natalija Jakušenko, ex slittinista ucraina
- 1972 - Kim Do-keun, ex calciatore sudcoreano
- 1972 - Roberta Marrero, artista, attivista e cantante spagnola († 2024)
- 1972 - Claudio Morici, scrittore e attore italiano
- 1972 - Oh Kyo-moon, arciere sudcoreano
- 1972 - Vittorio Pinciarelli, ex calciatore italiano
- 1972 - Mauricio Pochettino, allenatore di calcio e ex calciatore argentino
- 1972 - Sérgio Manoel, ex calciatore brasiliano
- 1972 - Aafia Siddiqui, neuroscienziata pakistana
- 1972 - Allirajah Subaskaran, imprenditore e produttore cinematografico singalese
- 1972 - Frank Vanoli, disc jockey, produttore discografico e conduttore radiofonico italiano
- 1973 - William Beccaro, giornalista italiano
- 1973 - Dejan Bodiroga, ex cestista e dirigente sportivo serbo
- 1973 - Valérie Donzelli, regista, attrice e sceneggiatrice francese
- 1973 - Max van Heeswijk, ex ciclista su strada olandese
- 1973 - Carlos Pinto, allenatore di calcio e ex calciatore portoghese
- 1973 - Paul Popowich, attore canadese
- 1973 - Trevor Sinclair, ex calciatore inglese
- 1973 - Xu Zhiyong, attivista cinese
- 1974 - Mirna Deak, ex cestista croata
- 1974 - Ljudmila Furceva, ex cestista russa
- 1974 - Damir Glavan, pallanuotista croato
- 1974 - Patrice Halgand, ex ciclista su strada francese
- 1974 - Marcel Jenni, ex hockeista su ghiaccio svizzero
- 1974 - Hayley Lewis, ex nuotatrice australiana
- 1974 - Jasmin Mujdža, allenatore di calcio e ex calciatore bosniaco
- 1974 - Wille Mäkelä, giocatore di curling finlandese
- 1974 - Monika Niederstätter, ex ostacolista e velocista italiana
- 1974 - Ante Razov, allenatore di calcio e ex calciatore statunitense
- 1974 - Federica Ridolfi, showgirl e ballerina italiana
- 1974 - Faith Yang, cantante e modella taiwanese
- 1975 - Giuseppe Camuncoli, fumettista italiano
- 1975 - Daryl Gibson, ex rugbista a 15 e allenatore di rugby a 15 neozelandese
- 1975 - Noriyuki Haga, pilota motociclistico giapponese
- 1975 - Johnny Jansen, allenatore di calcio e ex calciatore olandese
- 1975 - Aleksandr Kovalëv, canoista russo
- 1975 - Lee Sun-kyun, attore sudcoreano († 2023)
- 1975 - Moussa Mara, politico maliano
- 1975 - Juan Antonio Marín, ex tennista costaricano
- 1975 - MC Mazique, ex cestista statunitense
- 1975 - El-P, beatmaker, polistrumentista e rapper statunitense
- 1975 - Radu Niculescu, ex calciatore rumeno
- 1975 - Fabrizio Rossi, politico italiano
- 1976 - Domenico Botticella, allenatore di calcio, disegnatore e ex calciatore italiano
- 1976 - França, ex calciatore brasiliano
- 1976 - Mario Núñez, ex calciatore cileno
- 1976 - Martin Psenner, ex slittinista italiano
- 1976 - Jeff Wadlow, regista, sceneggiatore e produttore cinematografico statunitense
- 1976 - Benjamín Zarandona, ex calciatore spagnolo
- 1976 - Anna Žimskaja, attrice uzbeka
- 1977 - J Blakeson, regista e sceneggiatore britannico
- 1977 - Dominique Canty, ex cestista statunitense
- 1977 - Brian Dunseth, ex calciatore statunitense
- 1977 - Yann Gonzalez, regista e paroliere francese
- 1977 - Fabio Lavagno, politico italiano
- 1977 - Chris Martin, cantautore britannico
- 1977 - Heather McComb, attrice statunitense
- 1977 - Stephen Parry, ex nuotatore britannico
- 1977 - Rastislav Pavlikovský, ex hockeista su ghiaccio slovacco
- 1977 - Tiziana Rossetto, ingegnere australiana
- 1977 - Giovanni Serao, ex calciatore italiano
- 1977 - Corey Simon, ex giocatore di football americano e politico statunitense
- 1977 - Gjoko Taneski, cantante macedone
- 1978 - Marco Antei, matematico e attivista italiano
- 1978 - Nicolás Cambiasso, ex calciatore argentino
- 1978 - Cheung Yiu Lun, calciatore hongkonghese († 2003)
- 1978 - Federico Fava, sceneggiatore italiano
- 1978 - Alessandro Fusacchia, politico italiano
- 1978 - Sebastian Janikowski, ex giocatore di football americano polacco
- 1978 - Tomáš Kaberle, ex hockeista su ghiaccio ceco
- 1978 - Emma Knox, pallanuotista australiana
- 1978 - Chris Powell, conduttore televisivo statunitense
- 1978 - Miguel Praia, pilota motociclistico portoghese
- 1978 - Fausto Rossini, ex calciatore italiano
- 1978 - Sylwester Szmyd, dirigente sportivo e ex ciclista su strada polacco
- 1979 - Damien Duff, allenatore di calcio e ex calciatore irlandese
- 1979 - Damien Grégorini, ex calciatore francese
- 1979 - Jurij Jacev, ex pallanuotista russo
- 1979 - Elisabetta Christiana Lancellotta, politica italiana
- 1979 - Lúcio Flávio, allenatore di calcio e ex calciatore brasiliano
- 1979 - Luca Migliorino, politico italiano
- 1979 - Kristina Ohlsson, scrittrice svedese
- 1979 - Craig Pawson, arbitro di calcio inglese
- 1979 - David Skrela, ex rugbista a 15 francese
- 1979 - Francesco Tavano, allenatore di calcio e ex calciatore italiano
- 1979 - Nicky Weaver, ex calciatore inglese
- 1980 - Juma Al-Wahaibi, calciatore omanita
- 1980 - Ingrid Bolsø Berdal, attrice e cantante norvegese
- 1980 - Rebel Wilson, attrice, sceneggiatrice e comica australiana
- 1980 - Diego Ciorciari, ex cestista e allenatore di pallacanestro argentino
- 1980 - Zuhal Demir, avvocato e politica belga
- 1980 - Sunny Lane, attrice pornografica, modella e ex pattinatrice statunitense
- 1980 - Edmund McMillen, autore di videogiochi statunitense
- 1980 - Mustapha Mrani, ex calciatore marocchino
- 1980 - Eleonora Scopelliti, ballerina, coreografa e attrice italiana
- 1980 - Daniel Stieglitz, regista cinematografico, sceneggiatore e illustratore tedesco
- 1981 - Erica Barbieri, ex judoka italiana
- 1981 - Lance Cade, wrestler statunitense († 2010)
- 1981 - Kiave, rapper italiano
- 1981 - Bryce Dallas Howard, attrice statunitense
- 1981 - Aline Lahoud, cantante e compositrice libanese
- 1981 - Lorelei Lee, attrice pornografica, regista e scrittrice statunitense
- 1981 - Solenne Mary, schermitrice francese
- 1981 - Bojko Mladenov, ex cestista bulgaro
- 1981 - Ruslan Nasibulin, schermidore russo
- 1981 - Felipe Nunes, ex calciatore brasiliano
- 1981 - Romain Sato, ex cestista centrafricano
- 1981 - Josh Saunders, ex calciatore statunitense
- 1981 - Bobby Steggert, attore e cantante statunitense
- 1982 - Alessandro Nunes Nascimento, ex calciatore brasiliano
- 1982 - Ian Araneta, ex calciatore filippino
- 1982 - Jillian Camarena-Williams, ex pesista statunitense
- 1982 - Iñaki Goitia, ex calciatore spagnolo
- 1982 - Brennan Heart, disc jockey olandese
- 1982 - Delonte Holland, ex cestista statunitense
- 1982 - Mark Kerr, allenatore di calcio e ex calciatore scozzese
- 1982 - Kevin Kurányi, ex calciatore tedesco
- 1982 - Henrik Lundqvist, ex hockeista su ghiaccio svedese
- 1982 - Joel Lundqvist, hockeista su ghiaccio svedese
- 1982 - Annabel Luxford, triatleta australiana
- 1982 - Kathy Radzuweit, ex pallavolista tedesca
- 1982 - Ismael Rescalvo, allenatore di calcio spagnolo
- 1982 - Ben Roethlisberger, ex giocatore di football americano statunitense
- 1982 - Andrés Rouga, ex calciatore venezuelano
- 1982 - Dante Stiggers, ex cestista statunitense
- 1982 - Daniel Wall, cestista polacco
- 1982 - Corey Webster, giocatore di football americano statunitense
- 1983 - Igor Antón, ex ciclista su strada spagnolo
- 1983 - Francesco Dettori, allenatore di calcio e ex calciatore italiano
- 1983 - Deuce, rapper e produttore discografico statunitense
- 1983 - Honey Lee, modella e attrice sudcoreana
- 1983 - Lee Se-dol, goista sudcoreano
- 1983 - Lisandro López, ex calciatore argentino
- 1983 - Jay McClement, hockeista su ghiaccio canadese
- 1983 - Paulo Nagamura, allenatore di calcio e ex calciatore brasiliano
- 1983 - Rachel Roxxx, ex attrice pornografica statunitense
- 1983 - Ryan Shannon, ex hockeista su ghiaccio statunitense
- 1983 - Greg Watson, ex hockeista su ghiaccio canadese
- 1984 - Chris Algieri, pugile statunitense
- 1984 - Blake Anderson, attore, autore televisivo e doppiatore statunitense
- 1984 - Marcos Barrera, calciatore argentino
- 1984 - Blandine Bellavoir, attrice e modella francese
- 1984 - John Bernecker, attore statunitense († 2017)
- 1984 - Jonathan Ericsson, hockeista su ghiaccio svedese
- 1984 - Lauren Gibbs, bobbista statunitense
- 1984 - Loredana Iordachioiu, schermitrice rumena
- 1984 - Elizabeth Jagger, modella statunitense
- 1984 - Jong Tae-se, ex calciatore nordcoreano
- 1984 - Igor Lozo, calciatore croato
- 1984 - Danail Milušev, pallavolista bulgaro
- 1984 - Hiroto Mogi, ex calciatore giapponese
- 1984 - Ian Sinclair, doppiatore e direttore del doppiaggio statunitense
- 1984 - Édson Ricardo Nunes Correia Silva, ex calciatore portoghese
- 1984 - Stefan Thurnbichler, ex saltatore con gli sci austriaco
- 1984 - Sergio Torres Guardeño, ex calciatore spagnolo
- 1984 - Yang Yun, ex ginnasta cinese
- 1985 - Jangy Addy, ex multiplista liberiano
- 1985 - Sylvain Bidart, pilota motociclistico francese
- 1985 - Reggie Bush, ex giocatore di football americano statunitense
- 1985 - Lucie Debay, attrice belga
- 1985 - Ha Dae-sung, ex calciatore sudcoreano
- 1985 - Andrew Hogg, ex calciatore inglese
- 1985 - Robert Iler, attore statunitense
- 1985 - Naoya Ishigami, ex calciatore giapponese
- 1985 - Tony Jeffries, ex pugile e youtuber britannico
- 1985 - Jin Xiao, pilota motociclistico cinese
- 1985 - T'Nia Miller, attrice britannica
- 1985 - Patrick Makau Musyoki, maratoneta keniota
- 1985 - Natia Natia, ex calciatore samoano americano
- 1985 - Philipp Pamer, regista e sceneggiatore italiano
- 1985 - Luke Pritchard, cantante e chitarrista britannico
- 1985 - Shen Longyuan, calciatore cinese
- 1985 - Sun Sopanha, calciatore cambogiano
- 1985 - Filipa Sousa, cantante portoghese
- 1985 - Jesus Manuel Santana Abreu, ex calciatore spagnolo
- 1985 - Fëdor Trikolič, atleta paralimpico russo
- 1986 - Ruslan Fomin, ex calciatore ucraino
- 1986 - Emiliano Fusco, ex calciatore argentino
- 1986 - Mathieu Giroux, pattinatore di velocità su ghiaccio canadese
- 1986 - Babacar Gueye, ex calciatore senegalese
- 1986 - Denis Halilović, allenatore di calcio e ex calciatore sloveno
- 1986 - Gry Tofte Ims, calciatrice norvegese
- 1986 - Petr Jiráček, calciatore ceco
- 1986 - Deniz Kadah, calciatore turco
- 1986 - Grzegorz Kosok, ex pallavolista polacco
- 1986 - Lorenzo Mata, ex cestista statunitense
- 1986 - Sam Messam, ex calciatore neozelandese
- 1986 - Ethan Peck, attore statunitense
- 1986 - Divij Sharan, tennista indiano
- 1986 - Jason Smith, ex cestista statunitense
- 1987 - Ross Allen, calciatore inglese
- 1987 - Anna Auvinen, calciatrice finlandese
- 1987 - Halldór Björnsson, ex calciatore islandese
- 1987 - Modibo Diakité, calciatore francese
- 1987 - Fan Xiaodong, calciatore cinese
- 1987 - Jonas Jerebko, cestista svedese
- 1987 - Nana Kitade, cantante giapponese
- 1987 - Solomon Okoronkwo, ex calciatore nigeriano
- 1987 - Nuk'ri Revishvili, ex calciatore georgiano
- 1987 - Pau Ribas, ex cestista spagnolo
- 1987 - Tom Siwe, calciatore svedese
- 1987 - Tresy Taddei, attrice e circense italiana
- 1987 - Caitlin Thompson, schermitrice statunitense
- 1987 - Nery Veloso, calciatore cileno
- 1987 - Nicole Vogt, bobbista statunitense
- 1987 - Emil Wahlström, ex calciatore svedese
- 1987 - Xu Yunqi, pentatleta cinese
- 1987 - Yan Ni, pallavolista cinese
- 1987 - Ksenija Zadorina, velocista russa
- 1988 - Kate Alexa, cantante australiana
- 1988 - Edgar Andrade, ex calciatore messicano
- 1988 - James Arthur, cantante britannico
- 1988 - Mehdi Baki, danzatore, attore e coreografo francese
- 1988 - Chris Christensen, nuotatore danese
- 1988 - Werner Coetser, attore sudafricano
- 1988 - Piotr Grzelczak, calciatore polacco
- 1988 - Laura Kaeppeler, modella statunitense
- 1988 - Thabani Kamusoko, calciatore zimbabwese
- 1988 - Vito Mannone, calciatore italiano
- 1988 - Matthew Mitcham, tuffatore australiano
- 1988 - Roland Müller, calciatore tedesco
- 1988 - Bruno Pereirinha, ex calciatore portoghese
- 1988 - Romain Philippoteaux, allenatore di calcio e ex calciatore francese
- 1988 - Dexter Pittman, ex cestista statunitense
- 1988 - Chris Rainey, giocatore di football americano statunitense
- 1988 - Geert Roorda, ex calciatore olandese
- 1988 - Vladimir Sedov, sollevatore kazako († 2023)
- 1988 - Yohan Tavares, calciatore francese
- 1988 - Simon Terodde, ex calciatore tedesco
- 1988 - Lisette Thöne, bobbista e ex lunghista tedesca
- 1989 - Toby Alderweireld, ex calciatore belga
- 1989 - Liatama Amisone, calciatore samoano americano
- 1989 - Bruno Fernandes Andrade de Brito, allenatore di calcio e ex calciatore brasiliano
- 1989 - José Ángel, calciatore spagnolo
- 1989 - Raúl Baena, calciatore spagnolo
- 1989 - Meaghan Benfeito, tuffatrice canadese
- 1989 - André Filipe Bernardes Santos, calciatore portoghese
- 1989 - Denis Butz, giocatore di football americano tedesco
- 1989 - Ylenia Carabott, calciatrice maltese
- 1989 - Jean-Frédéric Chapuis, ex sciatore alpino e sciatore freestyle svizzero
- 1989 - Zié Diabaté, ex calciatore ivoriano
- 1989 - Nathalie Emmanuel, attrice e modella britannica
- 1989 - Joey Godee, calciatore olandese
- 1989 - Natasha Harding, ex calciatrice gallese
- 1989 - Marcel Hirscher, sciatore alpino austriaco
- 1989 - Markieff Morris, cestista statunitense
- 1989 - Abdi Nageeye, maratoneta e mezzofondista olandese
- 1989 - Aleksandra Panova, tennista russa
- 1989 - Suriyan Sor Rungvisai, pugile thailandese
- 1989 - Jan Szymański, pattinatore di velocità su ghiaccio polacco
- 1989 - Sepideh Tavakoli, multiplista e altista iraniana
- 1989 - José Carlos Tofolo Júnior, ex calciatore brasiliano
- 1989 - Shane Vereen, giocatore di football americano statunitense
- 1989 - Liroy Zhairi, ex calciatore israeliano
- 1989 - Vasco Botelho da Costa, allenatore di calcio portoghese
- 1990 - Luis Advíncula, calciatore peruviano
- 1990 - Najib Al-Haddad, calciatore yemenita
- 1990 - Rauno Alliku, calciatore estone
- 1990 - Soufian Benyamina, calciatore tedesco
- 1990 - Malcolm Butler, ex giocatore di football americano statunitense
- 1990 - Guilherme de Aguiar Camacho, calciatore brasiliano
- 1990 - Luke Combs, cantante statunitense
- 1990 - Leon Črnčič, calciatore sloveno
- 1990 - Andrea Giampaoli, cestista italiano
- 1990 - Jeremy Green, ex cestista statunitense
- 1990 - Petre Ivanovici, calciatore rumeno
- 1990 - Lee Hong-ki, cantante e attore sudcoreano
- 1990 - Nicolás López Macri, ex calciatore argentino
- 1990 - Iván Martínez, cestista spagnolo
- 1990 - Mot, rapper russo
- 1990 - Predrag Ranđelović, ex calciatore serbo
- 1990 - Marc Rzatkowski, calciatore tedesco
- 1990 - Jérôme Sanchez, cestista francese
- 1990 - Tiger Shroff, attore indiano
- 1991 - Terrence Brooks, giocatore di football americano statunitense
- 1991 - Sashana Campbell, calciatrice giamaicana
- 1991 - Kofi Danning, calciatore ghanese
- 1991 - Sharam Diniz, supermodella angolana
- 1991 - Lautaro Geminiani, calciatore argentino
- 1991 - Benjamin Lawrence Gordon, calciatore inglese
- 1991 - Tianna Hawkins, ex cestista statunitense
- 1991 - Marc Hornschuh, calciatore tedesco
- 1991 - Andy McQueen, attore canadese
- 1991 - Anžela Nedjalkova, attrice bulgara
- 1991 - Jamie Ness, ex calciatore scozzese
- 1991 - Mathias Nielsen, ex calciatore danese
- 1991 - Giulia Pauselli, ballerina e coreografa italiana
- 1991 - Jake Picking, attore statunitense
- 1991 - Minori Satō, ex calciatore giapponese
- 1991 - Patrick Schwagler, pallavolista statunitense
- 1991 - Marco Silvestri, calciatore italiano
- 1991 - Elyse Taylor, supermodella australiana
- 1992 - Almahdi Ali Mukhtar, calciatore qatariota
- 1992 - Dion Bailey, giocatore di football americano statunitense
- 1992 - Kerem Bulut, ex calciatore australiano
- 1992 - Carl Davis, giocatore di football americano statunitense
- 1992 - Chaz Green, giocatore di football americano statunitense
- 1992 - Jeff Heuerman, giocatore di football americano statunitense
- 1992 - Nguyễn Huy Hùng, calciatore vietnamita
- 1992 - Armando Izzo, calciatore italiano
- 1992 - Lou Jialin, pallavolista cinese
- 1992 - Nicklas Maripuu, calciatore svedese
- 1992 - Vicky McIntyre, ex cestista statunitense
- 1992 - Jonathan Meades, ex calciatore gallese
- 1992 - Dor Mikha, calciatore israeliano
- 1992 - Agustín Olivera, calciatore uruguaiano
- 1992 - Tomáš Petrášek, calciatore ceco
- 1992 - Maisie Richardson-Sellers, attrice britannica
- 1992 - Luca Salvadori, pilota motociclistico italiano († 2024)
- 1992 - Devendro Singh, pugile indiano
- 1992 - Phuong Soksana, calciatore cambogiano
- 1992 - Bar Timor, cestista israeliano
- 1992 - Evalina van Putten, modella olandese
- 1993 - Vedat Albayrak, judoka greco
- 1993 - Ilaria Arrighetti, rugbista a 15 italiana
- 1993 - Rúben Bentancourt, calciatore uruguaiano
- 1993 - Nicolás Brussino, cestista argentino
- 1993 - Pieter Bulling, ex pistard neozelandese
- 1993 - Marija Jaremčuk, cantante ucraina
- 1993 - Jan Juroška, calciatore ceco
- 1993 - Nemanja Krstić, cestista serbo
- 1993 - Takabva Mawaya, calciatore zimbabwese
- 1993 - Steven Odendaal, pilota motociclistico sudafricano
- 1993 - Pandelela Rinong, tuffatrice malese
- 1993 - Miguel Tavares, pallavolista portoghese
- 1993 - Greta Vallotto, calciatrice italiana
- 1993 - Joel Álvarez, artista marziale misto spagnolo
- 1994 - An Chang-rim, judoka sudcoreano
- 1994 - Elson Brechtefeld, sollevatore nauruano
- 1994 - Andrea Conti, ex calciatore italiano
- 1994 - Marko Ćosić, calciatore croato
- 1994 - Ihor Cvjetov, atleta paralimpico ucraino
- 1994 - Uroš Đurđević, calciatore serbo
- 1994 - Jordan Elsey, calciatore indiano
- 1994 - Abdelkarim Fergat, lottatore algerino
- 1994 - Demarcus Holland, cestista statunitense
- 1994 - Albert Korir, maratoneta keniota
- 1994 - Seo Eun-soo, attrice sudcoreana
- 1994 - Lazar Marković, calciatore serbo
- 1994 - Usman Mohammed, calciatore nigeriano
- 1994 - Burhan Mustafov, calciatore macedone
- 1994 - Gigli Ndefe, calciatore olandese
- 1994 - Matthew Retzlaff, giocatore di football americano statunitense
- 1994 - Terry Tarpey, cestista francese
- 1994 - NikkieTutorials, youtuber olandese
- 1994 - Gregore de Magalhães da Silva, calciatore brasiliano
- 1995 - Abdullah Al-Jouei, calciatore saudita
- 1995 - Riki Alba, calciatore norvegese
- 1995 - Yahia Attiyat Allah, calciatore marocchino
- 1995 - Anderson de Jesus Santos, calciatore brasiliano
- 1995 - Fabian Bredlow, calciatore tedesco
- 1995 - Louise Chevillotte, attrice francese
- 1995 - Alexandra Danneel, pattinatrice di short track belga
- 1995 - Max Domi, hockeista su ghiaccio canadese
- 1995 - Nicolò Fazzi, calciatore italiano
- 1995 - Paul Hill, rugbista a 15 britannico
- 1995 - Marije van Hunenstijn, velocista olandese
- 1995 - Martin Koscelník, calciatore slovacco
- 1995 - Sinan Kurt, calciatore tedesco
- 1995 - Jenna Laukkanen, nuotatrice finlandese
- 1995 - Mats Møller Dæhli, calciatore norvegese
- 1995 - Jonny O'Mara, tennista britannico
- 1995 - Mike Ott, calciatore tedesco
- 1995 - Ange-Freddy Plumain, calciatore francese
- 1995 - Dawuane Smoot, giocatore di football americano statunitense
- 1995 - Michael Somers, mezzofondista belga
- 1995 - Ane Appelkvist Stenseth, fondista norvegese
- 1995 - Aranđel Stojković, calciatore serbo
- 1995 - Dede Westbrook, giocatore di football americano statunitense
- 1995 - Andrej Šimunec, ex calciatore croato
- 1996 - Roland Baas, calciatore olandese
- 1996 - Josip Bašić, ex calciatore croato
- 1996 - Filippo Berlincioni, nuotatore italiano
- 1996 - Younes Bnou Marzouk, calciatore francese
- 1996 - Jefferson Alveiro Cepeda, ciclista su strada ecuadoriano
- 1996 - Alessandro Fedeli, ex ciclista su strada italiano
- 1996 - Dániel Gazdag, calciatore ungherese
- 1996 - Vanessa Mark, bobbista e ex multiplista tedesca
- 1996 - Tina Marolt, calciatrice slovena
- 1996 - Hildeberto Pereira, calciatore portoghese
- 1996 - Anastasija Savčuk, nuotatrice artistica ucraina
- 1996 - Shahbaz Younas, calciatore pakistano
- 1996 - Lisa Zimmermann, ex sciatrice freestyle tedesca
- 1997 - Laurynas Beliauskas, cestista lituano
- 1997 - Daniil Fomin, calciatore russo
- 1997 - Serena-Lynn Geldof, cestista belga
- 1997 - Becky G, cantante e attrice statunitense
- 1997 - Isabelle Iliano, calciatrice belga
- 1997 - Luis Malagón, calciatore messicano
- 1997 - Arike Ogunbowale, cestista statunitense
- 1997 - Carlos Rotondi, calciatore argentino
- 1997 - Jared Savage, cestista statunitense
- 1997 - Dmitrij Skopincev, calciatore russo
- 1997 - Nemanja Tekijaški, calciatore serbo
- 1997 - Matt Weston, skeletonista britannico
- 1998 - Matteo Canins, sciatore alpino italiano
- 1998 - Roberto Nicolás Fernández, calciatore uruguaiano
- 1998 - McKinze Gaines, calciatore statunitense
- 1998 - Mario Hodžić, karateka montenegrino
- 1998 - Meta Hrovat, ex sciatrice alpina slovena
- 1998 - Alejo Macelli, calciatore argentino
- 1998 - Răzvan Oaidă, calciatore rumeno
- 1998 - Jasper Philipsen, ciclista su strada belga
- 1998 - Floni, rapper e produttore discografico islandese
- 1998 - Carissa Springett, attrice e modella thailandese
- 1998 - Din Sula, calciatore belga
- 1998 - Tua Tagovailoa, giocatore di football americano statunitense
- 1998 - Zhu Xueying, ginnasta cinese
- 1999 - Elvi Berisha, calciatore albanese
- 1999 - Reed Blankenship, giocatore di football americano statunitense
- 1999 - Pep Busquets, cestista spagnolo
- 1999 - Chumi, calciatore spagnolo
- 1999 - Paul Costea, calciatore rumeno
- 1999 - Aria Fischer, ex pallanuotista statunitense
- 1999 - Alexis Galarneau, tennista canadese
- 1999 - Geovane, calciatore brasiliano
- 1999 - Daniel Lasker, attore e regista zimbabwese
- 1999 - Dani Luna, wrestler inglese
- 1999 - Nikita Mazepin, ex pilota automobilistico russo
- 1999 - Louis François Mendy, ostacolista senegalese
- 1999 - Jalen Nailor, giocatore di football americano statunitense
- 1999 - Sergio Ortuño, calciatore spagnolo
- 1999 - Isiah Pacheco, giocatore di football americano statunitense
- 1999 - Iñaki Peña, calciatore spagnolo
- 1999 - Nuno Santos, calciatore portoghese
- 1999 - Abbie Wood, nuotatrice britannica
- 1999 - Pavel Zifčák, calciatore ceco
- 2000 - Pedro Álvaro, calciatore portoghese
- 2000 - Darien Butler, giocatore di football americano statunitense
- 2000 - Sean Flynn, ciclista su strada, ciclocrossista e mountain biker britannico
- 2000 - Marco Frigo, ciclista su strada italiano
- 2000 - Wede Kefale, mezzofondista etiope
- 2000 - Illan Meslier, calciatore francese
- 2000 - Mateu Morey, calciatore spagnolo
- 2000 - Vladimir Moskvičëv, calciatore russo
- 2000 - Samsondin Ouro, calciatore tedesco
- 2000 - Diego Romero Lanz, calciatore uruguaiano
- 2000 - Ruben Roosken, calciatore olandese
- 2000 - Markus Soomets, calciatore estone
- 2000 - Vitalij Syčëv, calciatore russo
- 2000 - Lonneke Uneken, ciclista su strada olandese
- 2000 - Filip Wetterberg, giocatore di football americano svedese
- 2000 - João Vitor Xavier de Almeida, calciatore brasiliano
- 2000 - Patrick de Lucca, calciatore brasiliano

## XXI secolo(28)
- 2001 - Remco Balk, calciatore olandese
- 2001 - Vladimir Chubulov, calciatore russo
- 2001 - Harry Clarke, calciatore inglese
- 2001 - Angelo Del Chiaro, cestista italiano
- 2001 - Hannah Maddux, pallavolista statunitense
- 2001 - Kevin Rolón, calciatore uruguaiano
- 2001 - Elías Torres, calciatore argentino
- 2002 - Bertalan Bocskay, calciatore ungherese
- 2002 - Robert Filip, calciatore rumeno
- 2002 - Adam Kaied, calciatore svedese
- 2002 - Djibrilla Mossi, calciatore nigerino
- 2002 - Armstrong Oko-Flex, calciatore irlandese
- 2002 - Eduardo Quaresma, calciatore portoghese
- 2002 - Nahuel Ulariaga, calciatore argentino
- 2003 - Andi Hoti, calciatore kosovaro
- 2003 - Lukas Kačavenda, calciatore croato
- 2003 - Momoka Kinoshita, calciatrice giapponese
- 2004 - Fabio Bottazzini, atleta paralimpico italiano
- 2004 - Evy Poppe, snowboarder belga
- 2004 - Kilian Toscano, calciatore colombiano
- 2004 - José de León, calciatore dominicano
- 2005 - Benjamin Cremaschi, calciatore statunitense
- 2005 - Leonie Raich, sciatrice alpina austriaca
- 2005 - Salma Solaun, ginnasta spagnola
- 2006 - Dylan Harper, cestista statunitense
- 2006 - Bazoumana Touré, calciatore ivoriano
- 2009 - Sumire Nakamura, goista giapponese
- 2016 - Oscar di Svezia, principe svedese